# Artem Hnidenko
Artem Mykołajowycz Hnidenko, ukr. Артем Миколайович Гніденко (ur. 3 lutego 1980 w Charkowie) – ukraiński hokeista, reprezentant Ukrainy.
Jego syn Dymtro (ur. 2005) także został hokeistą.

## Kariera
- Berkut Kijów (1998-2002)
  -  Kryżynka Kijów (1999)
  -  Torpedo Niżny Nowogród / Torpedo Niżny Nowogród 2 (2001)
- HK Riga 2000 (2002-2004)
- Sokił Kijów (2004-2006, 2009)
- HK Witebsk (2006-2010)
- Liepājas Metalurgs / Metalurgs Lipawa 2 (2010-2011)
- Berkut Kijów (2011-2013)
- Kompańjon Kijów (2013-2014)
- HK Witebsk (2014-2015)
- Generals Kijów (2015-2016)
- HK Krzemieńczuk (2016-2017, 2022-)

Od sierpnia 2014 ponownie zawodnik białoruskiego klubu HK Witebsk. Od sierpnia 2015 zawodnik Generals Kijów. Od maja 2016 zawodnik HK Krzemieńczuk. Ponownie trafił tam w sezonie 2022/2023.
Występował w kadrach juniorskich Ukrainy na mistrzostwach świata. W kadrze seniorskiej uczestniczył w turniejach mistrzostw świata 2003, 2004, 2005, 2007 (Elita), 2009, 2011, 2013, 2015, 2016, 2017 (Dywizja I).

## Sukcesy
Reprezentacyjne
- Awans do MŚ Dywizji I Grupy A: 2013, 2016

Klubowe
- Złoty medal Wschodnioeuropejskiej Hokejowej Ligi: 2000, 2001 z Berkutem Kijów
- Złoty medal mistrzostw Ukrainy: 2000, 2001, 2002 z Berkutem Kijów, 2005, 2006 z Sokiłem Kijów, 2014 z Kompańjonem Kijów
- Srebrny medal mistrzostw Łotwy: 2003 z HK Riga 2000
- Złoty medal mistrzostw Łotwy: 2004 z HK Riga 2000, 2011 z Metalurgs Lipawa
- Brązowy medal mistrzostw Ukrainy: 2012 z Berkutem Kijów
- Srebrny medal mistrzostw Ukrainy: 2016 z Generals Kijów, 2017, 2023 z HK Krzemieńczuk

Indywidualne
- Mistrzostwa Świata w Hokeju na Lodzie 2004:
  - Pierwsze miejsce w klasyfikacji skuteczności wygrywanych wznowień: 68,57%[10]
- Mistrzostwa Ukrainy w hokeju na lodzie (2013/2014):
  - Trzecie miejsce w klasyfikacji strzelców w fazie play-off: 3 gole[11]
  - Czwarte miejsce w klasyfikacji kanadyjskiej w fazie play-off: 5 punktów[12]
- Mistrzostwa Ukrainy w hokeju na lodzie (2015/2016):
  - Czwarte miejsce w klasyfikacji asystentów sezonie zasadniczym: 60 asyst[13]
  - Drugie miejsce w klasyfikacji kanadyjskiej w sezonie zasadniczym: 119 punktów[14]
  - Drugie miejsce w klasyfikacji strzelców w fazie play-off: 4 gole[15]
  - Najlepszy napastnik sezonu[16]
- Mistrzostwa Świata w Hokeju na Lodzie 2016/I Dywizja#Grupa B:
  - Najlepszy zawodnik reprezentacji na turnieju[17]
- Ukraińska Hokejowa Liga (2016/2017):
  - Trzecie miejsce w klasyfikacji asystentów w fazie play-off: 7 asyst[18]
  - Drugie miejsce w klasyfikacji kanadyjskiej w fazie play-off: 12 punktów[19]